# Hoshin - L'Investiture des Dieux
Pour les articles homonymes, voir Hoshin.
Hoshin - L’Investiture des Dieux (仙界伝 封神演義, Senkai-den Hōshin Engi, littéralement « la geste de l'investiture des dieux ») est un manga dessiné par Ryu Fujisaki. Il est assez librement inspiré du roman fantastique chinois de la dynastie Ming, L'Investiture des dieux (Fengshen yanyi, XVIe siècle), dont il reprend les grandes lignes de la narration, mais en modifiant nombre de détails, ainsi que les personnalités des héros.
Cette grande saga épique, faite de complots diaboliques, de duels époustouflants, et peuplée de personnages fascinants, est un des plus grands succès du manga moderne au Japon. Son auteur a remporté le premier prix d'un concours de manga organisé par l'éditeur Shueisha qui cherchait de jeunes talents.

## Disponibilité
Cette histoire est parue en prépublication hebdomadaire au Japon dans le magazine Weekly Shonen Jump entre 1996 et 2001, rassemblée en 23 volumes. Elle est actuellement publiée en langue française par Glénat.
Une série TV de 26 épisodes adaptée du manga existe sous le nom de Senkaiden Hōshin Engi (仙界伝・封神演義, « La Légende des immortels : la geste du scellement des dieux »). Elle a été traduite aux États-Unis et en France sous le nom Soul Hunter. Elle a été diffusée au Japon en 1999 et est disponible en France en DVD édités par Déclic Images. Le manga a droit en 2018 à une nouvelle adaptation sous le nom d'Hakyuu Houshin Engi.

## Nomenclature des noms
Hōshin s'inspirant d'un roman chinois, l’éditeur français a été contraint de faire un choix entre le respect de l’œuvre originelle et celle de l’œuvre japonaise. La prononciation des noms des personnages diffère entre ces deux langues bien que les mêmes idéogrammes soient utilisés. Ainsi le héros, Taigong Wang, apparaît dans le manga japonais sous le nom de Taikōbō. Le choix de l’éditeur s’est porté sur la version chinoise du nom, écrit en pinyin.
En outre, la grande majorité des personnages disposent d’un zi, sorte de surnom qui leur est donné à l’âge adulte, ainsi que de différents hao, pseudonyme que se donne son porteur, et différents titres. Dans le roman tous ces éléments sont utilisés et on se réfère à un personnage tantôt par son xing (nom de famille), tantôt par son ming (prénom), tantôt par son zi ou son hao, voire par l'un de ses titres ou même son statut. On pouvait donc se référer à Taigong Wang comme Jiang, Ziya, Taigong, Shang, etc. Cet aspect est en partie repris dans le manga, où Taigong Wang (lequel était en fait un de ses titres qui lui a été donné après la chute des Shang et non pas son vrai nom) se fait parfois appeler par son zi « Ziya » (sous lequel il est d’ailleurs plus connu en Chine), soit par l’un de ses nombreux titres. Afin d’éviter de perturber le lecteur, qui doit déjà retenir un grand nombre de noms, l’éditeur français a préféré se contenter d’utiliser un seul nom par personnage.

## Introduction

### Intrigue
Au IXe siècle av. J.-C., dans la Chine mythologique, le roi Zhou, souverain jadis sage et avisé, a succombé au charme de la vénéneuse Daji, une démone au visage humain qui affame le peuple tout en menant un train de vie fastueux dont elle fait profiter la cour de la Cité interdite. Les immortels, des êtres humains dotés de pouvoirs surnaturels et d'une durée de vie immense, décident d'en finir une bonne fois pour toutes. Ils chargent Taigong-Wang, un jeune disciple, d'une mission périlleuse : terrasser Daji et ses alliés afin d'emprisonner leurs esprits dans la tour de Hoshin, une structure destinée à piéger les esprits de 365 combattants. Taigong Wang, paresseux bien qu'intelligent, se montre d'abord réticent mais il a des raisons personnelles d'en vouloir à Daji. Il décide donc d'aller directement affronter la démone.
Au fil de son aventure, il s'emploie à mener à bien cette opération, au moyen d'entourloupes et de stratagèmes sournois, et découvre petit à petit les facettes cachées du plan Hoshin.

### Situation initiale
La Chine antique est divisée en deux mondes, le monde des Hommes et le monde des Immortels. Tandis que les Hommes occupent le monde tel que nous le connaissons, les Immortels résident dans des montagnes flottant dans les airs : les Monts Kunlun, peuplés d'Immortels issus de l'espèce humaine ; et les Îles Jin Ao où résident essentiellement des monstres-Immortels issus de minéraux, de végétaux, d'animaux ou même d'objets fabriqués par des humains. Rivales, parfois en guerre, ces montagnes vont cependant s'allier pour la réalisation du plan Hoshin. Aucun mortel n'est toléré dans le monde des Immortels, toutefois de nombreux Immortels, parmi lesquels Daji et ses disciples, ont rompu avec le monde céleste et profitent de leur pouvoir pour faire la loi dans le monde des mortels.
Les organigrammes suivants récapitulent de façon simplifiée les forces en présence et les liens de hiérarchie qui les régissent.
| Monts Kunlun - Maître Yuanshi - 12 grands Immortels - Immortels divers - Disciples | Îles Jin-Ao - Maître Tongtian - 10 célestes - Monstres-Immortels divers - Disciples |

| Dynastie Yin - Roi Zhou - Huang Fei-Hu, Wen Zhong - Quatre ducs | Non-affiliés - Clan Su Daji - Clan Wen Zhong - Clan Zhao Gongming - Shen Gongbao - Laotzu - Nuwa |

## Personnages principaux

### La bande de Taigong-Wang

#### Taigong-Wang
Héros du manga, immortel des Kunlun, ancien disciple de Maître Yuanshi, il a la charge du plan Hoshin, consistant à envoyer les immortels pervertis étant dans le monde des mortels dans la tour Hoshin. Ses baobei sont la badine divinicide et la représentation du grand un, le premier donné par Maître Yuanshi et le second, par le vénérable Laotzu et sa monture enchantée est Sibuxiang. Sa rancune envers Daji est profonde car cette démone a éliminé ses parents et son ethnie, hormis Lijiang ou Yijiang dont l'arrière-grand-mère était la sœur de Taigong-Wang.
Il est extrêmement paresseux et adore manger, mais aussi jouer des tours au Maître Yuanshi et laisser ses amis se débrouiller seuls face à l'ennemi. Sa qualité est qu'il est un excellent stratège, un peu frivole mais très efficace au combat tout aussi bien qu'à la stratégie.
Son passé est très étonnant car il a un double qui ne faisait qu'un avec lui. Cette personne en question s'appelait Wangbian et avait la capacité de scinder son esprit en plusieurs parties afin de créer d'autres personnes. Maître Yuanshi avait immédiatement exploité cette faculté en lui demandant de partager son esprit en deux, l'un était Taigong qu'il a gardé dans les monts Kunlun, l'autre, Wangpien ou plutôt Wang Tianjun qu'il a échangé contre Yang-Jian, le fils du patriarche des îles Jin-Ao, Maître Tongtian, sous prétexte qu'ils étaient de forces égales. Par la suite, lors du tournoi organisé par Daji, Taigong s'étant fait avoir par le baobei « l'Esprit de faisan » de la petite sœur de Daji, Hu Ximei, qu'il croyait avoir battue, il fusionnera avec Wang Tianjun venu le sauver de la mort et réapparaîtra lors de la rencontre avec Nuwa et se fera passer pour son frère, Fuxi.

## Baobei
Les baobei sont des armes magiques utilisées par les immortels pour se battre et ne peuvent être utilisées par des mortels sous peine de mort car elles puisent dans les réserves énergétiques de ceux qui les manipulent, l'ossature d'immortel permet de les utiliser car elle octroie une dose d'énergie phénoménale.
- Taigong-Wang : la badine divinicide, la représentation du grand un
- Yang-Jian : un trident, Xiao-Tianquian, les métamorphoses, la bannière des six âmes
- Nazha : les bracelets cosmiques, le tissu de la confusion céleste, les roues de vent et de feu, la tuile d'argent la coupole de feu, les ciseaux des dragons d'or
- Lei-Zhenzi :
- Tuxing-sun : les griffes de la taupe
- Maître Yuanshi : la bannière de Pangu, le sceau du grand un
- Lonji Gongzhu : la manipulation des eaux, la bannière de Pangu
- Huang Tianhua : l'épée de Muyue, les cornes du dragon
- Weihu : le pilon soumetteur de démons
- Yuding :
- Daode :
- Taiyi :
- Puxian : le sceau du grand un
- Daoxin :
- Laotzu : la représentation du grand un
- Randeng :
- Su Daji : le châle d'envoûtement
- Wang Guiren :
- Hu Ximei :
- Wen Zhong : Le fouet de la Loi
- Zhao Gongming : Les ciseaux des dragons d'or

## Volumes
La série compte 23 volumes reliés, dont voici la liste et la date de parution.
| - 1 - Le lancement du plan Hôshin, paru en novembre 2001. - 2 - La fin du début, paru en janvier 2002. - 3 - La dialectique des visionnaires, paru en avril 2002. - 4 - La rébellion du maréchal Huang, paru en juin 2002. - 5 - Les quatre ermites de l'île aux neuf dragons, pparu en août 2002. - 6 - Le général des Yin, paru en octobre 2002 . - 7 - Tombée de rideau sur le vieux sage, paru en janvier 2003. - 8 - Déchéance des Yin et avènement des Zhou, paru en avril 2003. - 9 - La décision des deux princes, paru en mai 2003. - 10 - La chute de Zhao Gongming (1re partie), paru en juillet 2003. - 11 - La chute de Zhao Gongming (2e partie), paru en septembre 2003. - 12 - La chute de Zhao Gongming (3e partie), paru en novembre 2003. | - 13 - La guerre des immortels, paru en février 2004. - 14 - La bataille des dix dimensions (1re partie), paru en avril 2004. - 15 - La bataille des dix dimensions (2e partie), paru en juin 2004. - 16 - Combat décisif, paru en août 2004. - 17 - Le vent frais, paru en octobre 2004. - 18 - Les aventures de Laotzu, paru en janvier 2005. - 19 - La bataille de Muye, paru en mars 2005. - 20 - La chute de la dynastie Yin, paru en mai 2005. - 21 - La croisée des chemins (1re partie), paru en juillet 2005. - 22 - La croisée des chemins (2e partie), paru en septembre 2005. - 23 - L'Histoire reprend ses droits, paru en novembre 2005. |